# Hajiwka (rejon kropywnycki)
Hajiwka (ukr. Гаївка) – wieś na Ukrainie, w obwodzie kirowohradzkim, w rejonie kropywnyckim. W 2001 liczyła 416 mieszkańców, wśród których 402 jako ojczysty język wskazało ukraiński, 13 rosyjski, a 1 mołdawski.